# Juan Subercaseaux
Juan Subercaseaux Sommerhoff (Santiago, 30 de octubre de 1943), es un pintor chileno, experto en la técnica mixta (témpera de huevo y óleo) del Renacimiento, aplicada a una pintura figurativa contemporánea.

## Primeros años de vida
Es hijo de Juan Eduardo Subercaseaux Morla y de Gerda Sommerhoff Ruer. Su hermana, Ximena Subercaseaux, es también una destacada pintora. Su hermano Bernardo Subercaseaux es un intelectual, profesor titular de la Facultad de Filosofía y Humanidades  de la Universidad de Chile .
Su hermana Elizabeth Subercaseaux es periodista y novelista. Su hermano Martín Subercaseaux es reconocido como el creativo publicitario más importante en Chile en las últimas décadas del siglo XX. 
Aficionado al arte desde niño, se educó en un ambiente familiar ligado a distintas manifestaciones artísticas, entre ellas la fotografía, pintura y murales religiosos. Su madre, Gerda Sommerhoff, alemana y bisnieta del músico Robert Schumann , era a su vez pintora, fotógrafa y escultora. Por parte paterna proviene de una antigua familia chilena de origen francés, de la cual han salido destacados hombres públicos, diplomáticos, escritores (Benjamín Subercaseaux Zañartu), y también pintores (Ramón Subercaseaux Vicuña, Fray Pedro Subercaseaux).

### Matrimonios y familia
Juan Subercaseaux, se casó en su primer matrimonio con Paula Garcia de la Huerta, fallecida en 1995, con quien tuvo 8 hijos, uno de ellos el conocido cantante Pedropiedra. Posteriormente se casa con Anneliese Dörr, de cuya unión nacieron dos hijos más.

## Vida pública
Tras varios años dedicados a la publicidad, funda junto a su hermano Martín Subercaseaux la firma Publiart. A los 30 años decidió pintar profesionalmente y se inscribió en la Sociedad Nacional de Bellas Artes  que funciona en el palacio de La Alhambra en Santiago de Chile. Recibió las enseñanzas del dibujante y pintor Thomas Daskam con quien se inició en el rigor del dibujo y adquirió confianza para proseguir en su opción por la pintura. Viajó a Austria donde logró perfeccionarse con el maestro Ernst Fuchs , en la técnica mixta del Renacimiento. Las influencias más importantes las recibió de pintores surrealistas como Magritte, De Chirico, Delvaux y Dalí. 

## Técnica mixta y obra
El artista realiza una serie de rigurosos dibujos preparatorios a la obra definitiva. Como soporte ha optado por paneles de madera de pequeñas proporciones que enfatizan la intimidad sus obras. Luego, en una técnica mixta minuciosa, aprendida en Austria y creada en el Renacimiento, superpone óleo y témpera de huevo en sucesivas veladuras, que le dan a la tela su peculiar atmósfera lumínica.
Juan Subercaseaux estructuró un conjunto de reglas y sistemas para pintar, creando su propio universo caracterizado por una atmósfera peculiar plena de luces y motivos que dan la sensación de estar frente a una realidad misteriosa e incluso metafísica. En este escenario aparecen personajes, lugares y objetos ligados a su experiencia personal, a sus propios recuerdos y sueños. Estas imágenes han sido elegidas por su carga simbólica, percibiéndose una búsqueda cuidadosa de los modelos, de la arquitectura o paisaje, en pro de una relación cercana con lo imaginado por el artista. Entre sus temáticas preferidas se encuentran paisajes urbanos y costeros protagonizado por misteriosos personajes que se imponen en su ubicación o actitud corporal dentro del cuadro.

## Exposiciones

### Individuales
- 1996 Galería Isabel Aninat, Santiago.
- 2003 Galería Isabel Aninat, Santiago.
- 2011 Galería Isabel Aninat, Santiago.

### Colectivas
- 1984 Dos hermanos, (junto a Ximena Subercaseaux). Galería Plástica Tres, Santiago.
- 1985 Sueños, Galería Plástica Tres.
- 1994 Colectiva de Arte Fantástico, Venecia Italia.
- 2006 Des-cubriendo Máscaras, Galería Isabel Aninat, Santiago.